# Balbino Sobrado
Balbino Sobrado Cobas (Vitoria, 1883 - Vitoria, 1964) fue un fotógrafo español que aunque nunca ejerció esta afición como profesión principal, no dejó de practicarla durante toda su vida, mientras emprendía otros negocios, como su propio comercio de motocicletas en su ciudad natal. Esta labor fotográfica ha proporcionado interesantes e importantes documentos gráficos sobre la vida de comienzos del siglo XX en su entorno.

## Legado
Tras su fallecimiento, sus hijos donaron al ayuntamiento de su ciudad más de mil negativos, los cuales se custodian en el Archivo Municipal Pilar Arostegui de Vitoria. Parte de ellos han salido a la luz en diferentes exposiciones

## Exposiciones colectivas
- 2012-2013. El pasado presente. Palacio de Montehermoso (Vitoria)[2]
- 2014. Retrospectiva. 20 años de exposiciones. Palacio de Montehermoso (Vitoria)